# Islam en Finlande
 (janvier 2012).
L'islam en Finlande a été apporté par les Tatars à la fin du XIXe siècle. En 1999, le nombre de musulmans vivant en Finlande a été estimé à 20 000 personnes. En 2017, ils étaient estimés à 75 000.[réf. nécessaire]
À la fin du XIXe siècle, les Tatars arrivent en Finlande avec l'armée russe. Venant des rives méridionales de la Volga, ils étaient environ un millier, essentiellement des marchands qui vivent aujourd'hui dans l'agglomération d'Helsinki.
La première congrégation islamique de Finlande a été enregistrée en 1925, suivi de la Société turque finlandaise en 1935.
La majorité des musulmans de Finlande vivent dans la capitale, Helsinki.
Le nombre de musulmans a augmenté récemment avec l'immigration en provenance de pays musulmans, avec en particulier les somaliens arrivés lors de l'effondrement de l'URSS et de la guerre civile dans leur pays d'origine au début des années 1990.

## Source
- (en) Cet article est partiellement ou en totalité issu de l’article de Wikipédia en anglais intitulé « Islam in Finland » (voir la liste des auteurs).